# Lista de agraciados na Ordem Nacional do Mérito Científico - Grã-Cruz

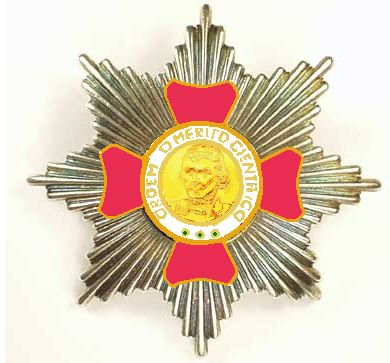
Ordem Nacional do Mérito Científico - Grã-Cruz

Esta é a lista de agraciados ou promovidos pela Ordem Nacional do Mérito Científico com a classe Grã-Cruz.
O prêmio foi concedido em:
- 2 de junho de 1995
- 20 de novembro de 1996
- 15 de outubro de 1998
- 21 de julho de 2000
- 5 de agosto de 2002
- 28 de junho de 2004
- 15 de março de 2005
- 16 de novembro de 2006
- 16 de fevereiro de 2007
- 28 de dezembro de 2010
- 21 de outubro de 2013
- 01 de agosto de 2018
- 03 de novembro de 2021
- 11 de julho de 2023

## Pessoas agraciadas
| Ano  | Nome                                               | Categoria                   | Instituição | Ref.   |
| ---- | -------------------------------------------------- | --------------------------- | ----------- | ------ |
| 2008 | Alysson Paulinelli                                 | Ciências Agrárias           | ESALQ       | [ 5 ]  |
| 2018 | Mariangela Hungria da Cunha                        | Ciências Agrárias           |             | [ 6 ]  |
|      | João Lúcio de Azevedo                              | Ciências Agrárias           | ESALQ       |        |
| 2010 | José Oswaldo Siqueira                              | Ciências Agrárias           |             | [ 7 ]  |
|      | José Roberto Parra                                 | Ciências Agrárias           |             |        |
| 2006 | Romeu Afonso de Souza Kiihl                        | Ciências Agrárias           |             | [ 8 ]  |
| 2010 | Romeu Afonso de Souza Kiihl                        | Ciências Agrárias           |             | [ 7 ]  |
| 2004 | Veridiana Victoria Rossetti                        | Ciências Agrárias           |             | [ 9 ]  |
| 2010 | Carlos Clemente Cerri                              | Ciências Agrárias           |             | [ 10 ] |
| 2010 | Adalberto Luis Val                                 | Ciências Biológicas         |             | [ 7 ]  |
|      | Ady Raul da Silva                                  | Ciências Biológicas         |             |        |
| 2000 | Alberto Duque Portugal                             | Ciências Biológicas         |             | [ 11 ] |
| 2000 | Aloysio Campos da Paz Júnior                       | Ciências Biológicas         |             | [ 11 ] |
| 2002 | Aluízio Rosa Prata                                 | Ciências Biológicas         |             | [ 12 ] |
| 1994 | Amadeu Cury                                        | Ciências Biológicas         |             | [ 13 ] |
|      | Ângelo Machado                                     | Ciências Biológicas         |             |        |
| 2018 | Anibal Eugenio Vercesi                             | Ciências Biológicas         |             | [ 6 ]  |
| 2018 | Antoniana Ursine Krettli                           | Ciências Biológicas         |             | [ 6 ]  |
|      | Antonio Paes de Carvalho                           | Ciências Biológicas         |             |        |
| 2008 | Bernardo Beiguelman                                | Ciências Biológicas         |             |        |
| 2008 | Blanka Wladislaw                                   | Ciências Biológicas         |             |        |
|      | Carlos Eduardo Rocha Miranda                       | Ciências Biológicas         |             |        |
|      | Carlos Morel                                       | Ciências Biológicas         |             |        |
| 1994 | Crodowaldo Pavan                                   | Ciências Biológicas         |             | [ 13 ] |
|      | Darcy Fontoura de Almeida                          | Ciências Biológicas         |             |        |
| 2018 | Débora Foguel                                      | Ciências Biológicas         |             | [ 6 ]  |
| 1998 | Dora Selma Fix Ventura                             | Ciências Biológicas         |             | [ 14 ] |
| 1994 | Eduardo Moacyr Krieger                             | Ciências Biológicas         |             | [ 13 ] |
| 1998 | Eduardo Oswaldo Cruz                               | Ciências Biológicas         |             | [ 14 ] |
|      | Ernesto Paterniani                                 | Ciências Biológicas         |             |        |
| 2002 | Erney Felício Plessmann de Camargo                 | Ciências Biológicas         |             | [ 15 ] |
| 1998 | Esper Abrão Cavalheiro                             | Ciências Biológicas         |             | [ 14 ] |
| 1995 | Francisco Mauro Salzano                            | Ciências Biológicas         |             | [ 16 ] |
| 2002 | Fúlvio José Carlos Pileggi                         | Ciências Biológicas         |             | [ 15 ] |
|      | Gerhard Malnic                                     | Ciências Biológicas         |             |        |
|      | Helena Bonciani Nader                              | Ciências Biológicas         |             |        |
| 2010 | Horácio Schneider                                  | Ciências Biológicas         |             | [ 7 ]  |
| 2001 | Isaias Raw                                         | Ciências Biológicas         |             | [ 17 ] |
|      | Iván Antonio Izquierdo                             | Ciências Biológicas         |             |        |
| 2010 | Jerson Lima da Silva                               | Ciências Biológicas         |             | [ 10 ] |
|      | Jesus Santiago Moure                               | Ciências Biológicas         |             |        |
| 2007 | Jorge Almeida Guimarães                            | Ciências Biológicas         |             | [ 18 ] |
| 2007 | Jorge Elias Kalil Filho                            | Ciências Biológicas         |             | [ 18 ] |
|      | José Antunes Rodrigues                             | Ciências Biológicas         |             |        |
| 2018 | João Batista Calixto                               | Ciências Biológicas         |             | [ 6 ]  |
| 1994 | José Galizia Tundisi                               | Ciências Biológicas         |             | [ 13 ] |
|      | José Luiz de Lima Filho                            | Ciências Biológicas         |             |        |
| 1995 | Leopoldo de Meis                                   | Ciências Biológicas         |             | [ 16 ] |
| 2010 | Luís Eugênio de Araújo de Moraes Mello             | Ciências Biológicas         |             | [ 7 ]  |
| 2001 | Luiz Antonio Barreto de Castro                     | Ciências Biológicas         |             | [ 17 ] |
|      | Luiz Rodolpho Raja Gabaglia Travassos              | Ciências Biológicas         |             |        |
| 2018 | Manoel Barral Netto                                | Ciências Biológicas         |             | [ 6 ]  |
|      | Marco Antonio Zago                                 | Ciências Biológicas         |             |        |
|      | Maria Rita-Passos Bueno                            | Ciências Biológicas         |             |        |
| 1996 | Marta Vannucci                                     | Ciências Biológicas         |             | [ 19 ] |
| 2000 | Maurício Rocha e Silva                             | Ciências Biológicas         |             | [ 11 ] |
| 2000 | Mayana Zatz                                        | Ciências Biológicas         |             | [ 11 ] |
| 2004 | Michel Rabinovitch                                 | Ciências Agrágrias          |             | [ 9 ]  |
| 2002 | Oswaldo Frota-Pessoa                               | Ciências Biológicas         |             | [ 15 ] |
| 2002 | Paulo de Tarso Alvim                               | Ciências Biológicas         |             | [ 15 ] |
|      | Paulo Ernani Gadelha Vieira                        | Ciências Biológicas         |             |        |
|      | Paulo Vanzolini                                    | Ciências Biológicas         |             |        |
| 2007 | Rafael Linden                                      | Ciências Biológicas         |             | [ 18 ] |
|      | Ricardo Gattass                                    | Ciências Biológicas         |             |        |
| 2010 | Ricardo Gazzinelli                                 | Ciências Biológicas         |             | [ 7 ]  |
|      | Ricardo Brentani                                   | Ciências Biológicas         |             |        |
| 2002 | Rogério Meneghini                                  | Ciências Biológicas         |             | [ 15 ] |
| 1998 | Ruth Sonntag Nussenzweig                           | Ciências Biológicas         |             | [ 14 ] |
| 2018 | Samuel Goldenberg                                  | Ciências Biológicas         |             | [ 6 ]  |
|      | Sérgio Danilo Junho Pena                           | Ciências Biológicas         |             |        |
| 1995 | Sérgio Henrique Ferreira                           | Ciências Biológicas         |             | [ 16 ] |
| 2018 | Sergio Olavo Pinto da Costa                        | Ciências Biológicas         |             | [ 6 ]  |
| 1998 | Victor Nussenzweig                                 | Ciências Biológicas         |             | [ 14 ] |
| 2000 | Wanderley de Souza                                 | Ciências Biológicas         |             | [ 11 ] |
| 1994 | Warwick Estevam Kerr                               | Ciências Biológicas         |             | [ 13 ] |
| 1995 | Wladimir Lobato Paraense                           | Ciências Biológicas         |             | [ 16 ] |
|      | Zilton de Araújo Andrade                           | Ciências Biológicas         |             |        |
| 1998 | Álvaro Santos Costa                                | Ciências Biológicas         |             | [ 14 ] |
| 1994 | Aristides Azevedo Pacheco Leão (post-mortem)       | Ciências Biológicas         |             | [ 13 ] |
|      | Carl Peter von Dietrich                            | Ciências Biológicas         |             |        |
| 1994 | Carlos Chagas Filho                                | Ciências Biológicas         |             | [ 13 ] |
|      | Cesar Timo-Iaría                                   | Ciências Biológicas         |             |        |
| 2000 | Elisaldo Luiz de Araújo Carlini                    | Ciências Biológicas         |             | [ 11 ] |
| 2001 | Giovanni Gazzinelli                                | Ciências Biológicas         |             | [ 17 ] |
| 2000 | Glaci Therezinha Zancan                            | Ciências Biológicas         |             | [ 11 ] |
| 1998 | Graziela Maciel Barroso                            | Ciências Biológicas         |             | [ 14 ] |
| 1994 | Haity Moussatché                                   | Ciências Biológicas         |             | [ 13 ] |
|      | Henrique Bergamin Filho                            | Ciências Biológicas         |             |        |
| 2002 | Herman Lent                                        | Ciências Biológicas         |             | [ 15 ] |
|      | Hiss Martins Ferreira                              | Ciências Biológicas         |             |        |
| 1994 | Johanna Döbereiner                                 | Ciências Biológicas         |             | [ 13 ] |
| 1994 | José Cândido de Mello Carvalho                     | Ciências Biológicas         |             | [ 13 ] |
| 1996 | José Márcio Corrêa Ayres                           | Ciências Biológicas         |             | [ 19 ] |
| 1994 | José Ribeiro do Valle                              | Ciências Biológicas         |             | [ 13 ] |
|      | Luiz Hildebrando Pereira da Silva                  | Ciências Biológicas         |             |        |
| 1998 | Luiz Rachid Trabulsi                               | Ciências Biológicas         |             | [ 14 ] |
| 2002 | Luiz Rodolpho Raja Gabaglia Travassos              | Ciências Biológicas         |             | [ 15 ] |
|      | Marcos Luiz dos Mares Guia                         | Ciências Biológicas         |             |        |
|      | Paulo Sawaya                                       | Ciências Biológicas         |             |        |
| 1994 | Paulo Vanzolini                                    | Ciências Biológicas         |             | [ 13 ] |
| 2018 | Rubens Belfort Mattos Junior                       | Ciências Biológicas         |             | [ 6 ]  |
| 1995 | Wilson Teixeira Beraldo                            | Ciências Biológicas         |             | [ 16 ] |
| 1994 | Zigman Brener                                      | Ciências Biológicas         |             | [ 13 ] |
| 2010 | Álvaro Toubes Prata                                | Ciências Biológicas         |             | [ 10 ] |
| 2018 | Edgar Dutra Zanotto                                | Ciências de Engenharia      |             | [ 6 ]  |
| 2001 | Evando Mirra de Paula e Silva                      | Ciências de Engenharia      |             | [ 17 ] |
| 2018 | Glaucius Oliva                                     | Ciências de Engenharia      |             | [ 6 ]  |
| 2010 | Jayme Luiz Szwarcfiter                             | Ciências de Engenharia      |             | [ 7 ]  |
| 2010 | João Fernando Gomes de Oliveira                    | Ciências de Engenharia      |             | [ 7 ]  |
| 2018 | José Claudio Geromel                               | Ciências de Engenharia      |             | [ 6 ]  |
|      | Luiz Bevilacqua                                    | Ciências de Engenharia      |             |        |
| 2001 | Luiz Gylvan Meira Filho                            | Ciências de Engenharia      |             | [ 17 ] |
|      | Nelson Maculan Filho                               | Ciências de Engenharia      |             |        |
| 2018 | Nivio Ziviani                                      | Ciências de Engenharia      |             | [ 6 ]  |
| 1995 | Ozires Silva                                       | Ciências de Engenharia      |             | [ 16 ] |
| 2018 | Pedro Wongtschowski                                | Personalidades nacionais    |             | [ 20 ] |
| 2001 | Reginaldo dos Santos                               | Ciências de Engenharia      |             | [ 17 ] |
| 2018 | Renato Machado Cotta                               | Ciências de Engenharia      |             | [ 6 ]  |
|      | Sandoval Carneiro Junior                           | Ciências de Engenharia      |             |        |
| 1996 | Sérgio Xavier Ferolla                              | Ciências de Engenharia      |             | [ 19 ] |
|      | Virgílio Augusto Fernandes Almeida                 | Ciências de Engenharia      |             |        |
| 2018 | Virginia Sampaio Teixeira Ciminelli                | Ciências de Engenharia      |             | [ 6 ]  |
| 2007 | Waldimir Pirró e Longo                             | Ciências de Engenharia      |             | [ 18 ] |
| 2002 | Walter Arno Mannheimer                             | Ciências de Engenharia      |             | [ 15 ] |
| 1996 | Amaro Lanari Júnior                                | Ciências de Engenharia      |             | [ 19 ] |
| 2002 | Caspar Erich Stemmer                               | Ciências de Engenharia      |             | [ 15 ] |
| 2000 | Adolpho José Melfi                                 | Ciências da Terra           |             | [ 11 ] |
|      | Alcides Nóbrega Sial                               | Ciências da Terra           |             |        |
| 2018 | Alexander Wilhelm Armin Kellner                    | Ciências da Terra           |             | [ 6 ]  |
| 1996 | Antonio Carlos Rocha-Campos                        | Ciências da Terra           |             | [ 19 ] |
| 2002 | Cândido Simões Ferreira                            | Ciências da Terra           |             | [ 15 ] |
|      | Carlos Nobre                                       | Ciências da Terra           |             |        |
|      | Celso de Barros Gomes                              | Ciências da Terra           |             |        |
|      | Eneas Salati                                       | Ciências da Terra           |             |        |
| 1995 | Fernando Flávio Marques de Almeida                 | Ciências da Terra           |             | [ 16 ] |
| 1998 | Hilgard O'Reilly Sternberg                         | Ciências da Terra           |             | [ 14 ] |
| 2007 | Igor Ivory Gil Pacca                               | Ciências da Terra           |             | [ 18 ] |
|      | João José Bigarella                                | Ciências da Terra           |             |        |
|      | Milton Luiz Laquintinie Formoso                    | Ciências da Terra           |             |        |
| 2018 | Paulo Eduardo Artaxo Netto                         | Ciências da Terra           |             | [ 6 ]  |
| 2010 | Roberto Dall’Agnol                                 | Ciências da Terra           |             | [ 10 ] |
|      | Rui Ribeiro Franco                                 | Ciências da Terra           |             |        |
| 2010 | Setembrino Petri                                   | Ciências da Terra           |             | [ 7 ]  |
| 1994 | Umberto Giuseppe Cordani                           | Ciências da Terra           |             | [ 13 ] |
| 2018 | Léo Afraneo Hartmann                               | Ciências da Terra           |             |        |
| 1994 | Aziz Nacib Ab'Saber                                | Ciências da Terra           |             | [ 13 ] |
|      | Antonio Carlos Rocha-Campos                        | Ciências da Terra           |             |        |
| 2000 | Elysiário Távora Filho                             | Ciências da Terra           |             | [ 11 ] |
| 1998 | Irajá Damiani Pinto                                | Ciências da Terra           |             | [ 20 ] |
| 1994 | Mario Abrantes da Silva Pinto                      | Ciências da Terra           |             | [ 13 ] |
|      | Adalberto Fazzio                                   | Ciências Físicas            |             |        |
|      | Affonso Augusto Guidão Gomes                       | Ciências Físicas            |             |        |
|      | Alaor Silvério Chaves                              | Ciências Físicas            |             |        |
| 2001 | Amós Troper                                        | Ciências Físicas            |             | [ 17 ] |
| 1996 | Argus Fagundes Ourique Moreira                     | Ciências Físicas            |             | [ 19 ] |
| 2010 | Belita Koiller                                     | Ciências Físicas            |             | [ 7 ]  |
| 2010 | Beatriz Barbuy                                     | Ciências Físicas            |             | [ 7 ]  |
| 1998 | Carlos Alberto Aragão de Carvalho Filho            | Ciências Físicas            |             | [ 20 ] |
| 2000 | Carlos Henrique de Brito Cruz                      | Ciências Físicas            |             | [ 11 ] |
| 2010 | Celso Pinto de Melo                                | Ciências Físicas            |             | [ 10 ] |
| 1998 | Cylon Eudóxio Tricot Gonçalves da Silva            | Ciências Físicas            |             | [ 14 ] |
|      | Fernando Claudio Zawislak                          | Ciências Físicas            |             |        |
| 2000 | Francisco César de Sá Barreto                      | Ciências Físicas            |             | [ 11 ] |
| 2002 | Gerhard Jacob                                      | Ciências Físicas            |             | [ 15 ] |
| 1994 | Herch Moysés Nussenzveig                           | Ciências Físicas            |             | [ 16 ] |
|      | Humberto Siqueira Brandi                           | Ciências Físicas            |             |        |
| 1994 | Jayme Tiomno                                       | Ciências Físicas            |             | [ 13 ] |
| 2007 | João Alziro Herz da Jornada                        | Ciências Físicas            |             | [ 18 ] |
|      | José Antônio de Freitas Pacheco                    | Ciências Físicas            |             |        |
| 2018 | José Onuchic                                       | Ciências Físicas            |             |        |
|      | João E. Steiner                                    | Ciências Físicas            |             |        |
|      | José Fernando Perez                                | Ciências Físicas            |             |        |
| 1995 | José Goldemberg                                    | Ciências Físicas            |             | [ 16 ] |
| 2000 | Luiz Davidovich                                    | Ciências Físicas            |             | [ 11 ] |
| 1994 | Marcello Damy de Souza Santos                      | Ciências Físicas            |             | [ 13 ] |
| 2018 | Marcos Assunção Pimenta                            | Ciências Físicas            |             | [ 6 ]  |
| 2010 | Milton Ferreira de Souza                           | Ciências Físicas            |             | [ 7 ]  |
| 1994 | Oscar Sala                                         | Ciências Físicas            |             | [ 13 ] |
| 2002 | Ramayana Gazzinelli                                | Ciências Físicas            |             | [ 15 ] |
|      | Roberto Salmeron                                   | Ciências Físicas            |             |        |
| 2006 | Rogério Cézar de Cerqueira Leite                   | Ciências Físicas            |             | [ 8 ]  |
| 2010 | Ronaldo Mota                                       | Ciências Físicas            |             | [ 7 ]  |
| 1998 | Samuel MacDowell                                   | Ciências Físicas            |             | [ 14 ] |
| 1995 | Sergio Machado Rezende                             | Ciências Físicas            |             | [ 16 ] |
| 2002 | Sérgio Mascarenhas de Oliveira                     | Ciências Físicas            |             | [ 15 ] |
| 2023 | Luiz Pinguelli Rosa (in memorian)                  | Ciências Físicas            |             | [ 21 ] |
| 2023 | Marco Lucchesi                                     | Ciências Sociais e Humanas  |             | [ 21 ] |
|      | Silvio Roberto de Azevedo Salinas                  | Ciências Físicas            |             |        |
| 1996 | Theodor August Johannes Maris                      | Ciências Físicas            |             | [ 19 ] |
| 2018 | Vanderlei Salvador Bagnato                         | Ciências Físicas            |             | [ 6 ]  |
| 1994 | Bernhard Gross                                     | Ciências Físicas            |             | [ 13 ] |
| 1994 | César Lattes                                       | Ciências Físicas            |             | [ 13 ] |
| 1994 | José Leite Lopes                                   | Ciências Físicas            |             | [ 13 ] |
| 2002 | Aloísio Pessoa de Araújo                           | Ciências Matemáticas        |             | [ 15 ] |
| 2018 | Artur Ávila Cordeiro de Melo                       | Ciências Matemáticas        |             | [ 22 ] |
| 2007 | Antonio Galves                                     | Ciências Matemáticas        |             | [ 18 ] |
|      | Aron Simis                                         | Ciências Matemáticas        |             |        |
|      | César Leopoldo Camacho                             | Ciências Matemáticas        |             |        |
|      | Clóvis Caesar Gonzaga                              | Ciências Matemáticas        |             |        |
| 1995 | Djairo Guedes de Figueiredo                        | Ciências Matemáticas        |             | [ 16 ] |
| 2010 | Hilário Alencar da Silva                           | Ciências Matemáticas        |             | [ 7 ]  |
|      | Jacob Palis                                        | Ciências Matemáticas        |             |        |
|      | João Lucas Marques Barbosa                         | Ciências Matemáticas        |             |        |
| 1996 | Jorge Manuel Sotomayor Tello                       | Ciências Matemáticas        |             | [ 19 ] |
| 2018 | Keti Tenenblat                                     | Ciências Matemáticas        | IMPA        | [ 6 ]  |
| 2000 | Marcelo Miranda Viana da Silva                     | Ciências Matemáticas        |             | [ 11 ] |
| 2010 | Marcio Gomes Soares                                | Ciências Matemáticas        |             | [ 10 ] |
| 2010 | Marco Antonio Raupp                                | Ciências Matemáticas        |             | [ 10 ] |
| 1998 | Sylvio Ferraz Mello                                | Ciências Matemáticas        |             | [ 20 ] |
| 2018 | Yuan Jinyun                                        | Ciências Matemáticas        |             | [ 6 ]  |
| 2000 | Elon Lages Lima                                    | Ciências Matemáticas        |             | [ 11 ] |
| 1996 | Imre Simon                                         | Ciências Matemáticas        |             | [ 19 ] |
| 1995 | Manfredo Perdigão do Carmo                         | Ciências Matemáticas        |             | [ 16 ] |
| 1994 | Maurício Matos Peixoto                             | Ciências Matemáticas        |             | [ 13 ] |
| 2002 | Welington de Melo                                  | Ciências Matemáticas        |             | [ 15 ] |
| 2002 | Alaíde Braga de Oliveira                           | Ciências Químicas           |             | [ 15 ] |
| 2000 | Eloisa Biasotto Mano                               | Ciências Químicas           |             | [ 11 ] |
|      | Eliezer Jesus de Lacerda Barreto                   | Ciências Químicas           |             |        |
| 2018 | Faruk José Nome Aguillera                          | Ciências Químicas           |             | [ 6 ]  |
|      | Fernando Galembeck                                 | Ciências Químicas           | Unicamp     | [ 23 ] |
| 2002 | Gilberto Fernandes de Sá                           | Ciências Químicas           |             | [ 15 ] |
|      | Henrique Eisi Toma                                 | Ciências Químicas           |             |        |
|      | Hernan Chaimovich Guralnik                         | Ciências Químicas           |             |        |
| 2010 | Jailson Bittencourt de Andrade                     | Ciências Químicas           |             | [ 10 ] |
|      | Jairton Dupont                                     | Ciências Químicas           |             |        |
| 2007 | João Valdir Comasseto                              | Ciências Químicas           |             | [ 18 ] |
|      | José Manuel Riveros Nigra                          | Ciências Químicas           |             |        |
| 2018 | Lauro Tatsuo Kubota                                | Ciências Químicas           |             | [ 6 ]  |
| 2002 | Manuel Mateus Ventura                              | Ciências Químicas           |             | [ 15 ] |
| 2018 | Maria Domingues Vargas                             | Ciências Químicas           |             | [ 6 ]  |
|      | Marco-Aurelio De Paoli                             | Ciências Químicas           |             |        |
| 1996 | Nicola Petragnani                                  | Ciências Químicas           |             | [ 19 ] |
| 2010 | Paulo Arruda                                       | Ciências Químicas           |             | [ 7 ]  |
| 1995 | Ricardo de Carvalho Ferreira                       | Ciências Químicas           |             | [ 16 ] |
| 1994 | Walter Baptist Mors                                | Ciências Químicas           |             | [ 13 ] |
|      | Walter Colli                                       | Ciências Químicas           |             |        |
| 1998 | Yvonne Primerano Mascarenhas                       | Ciências Químicas           |             | [ 20 ] |
|      | Angelo da Cunha Pinto                              | Ciências Químicas           |             |        |
|      | Antonio Cechelli de Mattos Paiva                   | Ciências Químicas           |             |        |
| 1996 | Francisco Jeronymo Salles Lara                     | Ciências Químicas           |             | [ 19 ] |
| 1994 | Giuseppe Cilento                                   | Ciências Químicas           |             | [ 13 ] |
| 1995 | José Moura Gonçalves                               | Ciências Químicas           |             | [ 16 ] |
| 1994 | Otto Richard Gottlieb                              | Ciências Químicas           |             | [ 13 ] |
| 2018 | Oswaldo Luiz Alves                                 | Ciências Químicas           |             | [ 6 ]  |
| 1994 | Paschoal Senise                                    | Ciências Químicas           |             | [ 13 ] |
| 2007 | Ana Maria Fernandes                                | Ciências Sociais e Humanas  |             | [ 18 ] |
| 1994 | Antonio Candido de Mello e Souza                   | Ciências Sociais e Humanas  |             | [ 13 ] |
|      | Candido Mendes de Almeida                          | Ciências Sociais e Humanas  |             |        |
|      | Carlos Francisco Theodoro Machado Ribeiro de Lessa | Ciências Sociais e Humanas  |             |        |
| 2000 | Elisa Maria da Conceição Pereira Reis              | Ciências Sociais e Humanas  |             | [ 11 ] |
|      | Elza Salvatori Berquó                              | Ciências Sociais e Humanas  |             |        |
| 1996 | Evaldo Cabral de Mello                             | Ciências Sociais e Humanas  |             | [ 19 ] |
| 2002 | Fábio Wanderley Reis                               | Ciências Sociais e Humanas  |             | [ 15 ] |
| 2002 | Fernando Antônio Novais                            | Ciências Sociais e Humanas  |             | [ 15 ] |
|      | Gilberto Cardoso Alves Velho                       | Ciências Sociais e Humanas  |             |        |
|      | Gláucio Ary Dillon Soares                          | Ciências Sociais e Humanas  |             |        |
| 1996 | Hélio Jaguaribe                                    | Ciências Sociais e Humanas  |             | [ 19 ] |
| 2000 | Jacques Marcovitch                                 | Ciências Sociais e Humanas  |             | [ 11 ] |
|      | João José Reis                                     | Ciências Sociais e Humanas  |             |        |
| 2002 | José Arthur Giannotti                              | Ciências Sociais e Humanas  |             | [ 12 ] |
| 1998 | José Murilo de Carvalho                            | Ciências Sociais e Humanas  |             | [ 14 ] |
| 2001 | Juarez Rubens Brandão Lopes                        | Ciências Sociais e Humanas  |             | [ 17 ] |
| 2018 | Laura de Mello e Souza                             | Ciências Sociais e Humanas  |             | [ 6 ]  |
| 2001 | Leôncio Martins Rodrigues                          | Ciências Sociais e Humanas  |             | [ 17 ] |
| 1996 | Luciano Martins de Almeida                         | Ciências Sociais e Humanas  |             | [ 19 ] |
|      | Luís de Castro Faria                               | Ciências Sociais e Humanas  |             |        |
| 2010 | Maria Manuela Carneiro da Cunha                    | Ciências Sociais e Humanas  |             | [ 7 ]  |
| 2002 | Otávio Guilherme Cardoso Alves Velho               | Ciências Sociais e Humanas  |             | [ 15 ] |
| 2010 | Ricardo Paes de Barros                             | Ciências Sociais e Humanas  |             | [ 10 ] |
| 2001 | Roberto Augusto DaMatta                            | Ciências Sociais e Humanas  |             | [ 17 ] |
| 2018 | Ruben George Oliven                                | Ciências Sociais e Humanas  |             | [ 6 ]  |
| 1996 | Simon Schwartzman                                  | Ciências Sociais e Humanas  |             | [ 19 ] |
|      | Wanderley Guilherme dos Santos                     | Ciências Sociais e Humanas  |             |        |
| 1994 | Celso Monteiro Furtado                             | Ciências Sociais e Humanas  |             | [ 13 ] |
| 1994 | Francisco Iglesias                                 | Ciências Sociais e Humanas  |             | [ 13 ] |
| 2006 | João Frank da Costa (post-mortem)                  | Ciências Sociais e Humanas  |             | [ 8 ]  |
| 1995 | Mário Henrique Simonsen                            | Ciências Sociais e Humanas  |             | [ 16 ] |
|      | Roberto Cardoso de Oliveira                        | Ciências Sociais e Humanas  |             |        |
| 1994 | Alberto Pereira de Castro                          | Ciências Tecnológicas       |             | [ 13 ] |
| 1996 | Carlos José Pereira de Lucena                      | Ciências Tecnológicas       |             | [ 19 ] |
|      | Claudio Rafael da Silva                            | Ciências Tecnológicas       |             |        |
| 2010 | Eugenius Kaszkurewicz                              | Ciências Tecnológicas       |             | [ 7 ]  |
| 1998 | João Antonio Zuffo                                 | Ciências Tecnológicas       |             | [ 14 ] |
| 2007 | Marcelo Gattass                                    | Ciências Tecnológicas       |             | [ 18 ] |
| 1998 | Marcio Nogueira Barbosa                            | Ciências Tecnológicas       |             | [ 14 ] |
| 2002 | Marcos José Marques                                | Ciências Tecnológicas       |             | [ 15 ] |
| 1994 | Othon Luiz Pinheiro da Silva                       | Ciências Tecnológicas       |             | [ 13 ] |
| 1996 | Walter Borzani                                     | Ciências Tecnológicas       |             | [ 19 ] |
| 1994 | Alberto Luiz Galvão Coimbra                        | Ciências Tecnológicas       |             | [ 13 ] |
| 1994 | Casimiro Montenegro Filho                          | Ciências Tecnológicas       |             | [ 13 ] |
| 1994 | Fernando Lobo Carneiro                             | Ciências Tecnológicas       |             | [ 13 ] |
| 1998 | Tércio Pacitti                                     | Ciências Tecnológicas       |             | [ 14 ] |
| 1995 | Alfred Gavin Maddock                               | Personalidades estrangeiras |             | [ 16 ] |
| 2000 | Amartya Sen                                        | Personalidades estrangeiras |             | [ 11 ] |
| 2000 | Andrew John George Simpson                         | Personalidades estrangeiras |             | [ 11 ] |
| 1998 | Armando José Ponce de Leão Policarpo               | Personalidades estrangeiras |             | [ 20 ] |
| 1995 | Benjamin Gilbert                                   | Personalidades estrangeiras |             | [ 16 ] |
| 1998 | Brian Frederick Gilbert Johnson                    | Personalidades estrangeiras |             | [ 20 ] |
|      | Carlos Alfredo Hasenbalg                           | Personalidades estrangeiras |             |        |
|      | Carlos Manuel de Jesus Cruz de Medeiros Portela    | Personalidades estrangeiras |             |        |
|      | Chintamani Rao                                     | Personalidades estrangeiras |             |        |
| 2004 | Claude Cohen-Tannoudji                             | Personalidades estrangeiras |             | [ 9 ]  |
| 2004 | Daniel Bernard Nahon                               | Personalidades estrangeiras |             | [ 9 ]  |
|      | Daniel G. Colley                                   | Personalidades estrangeiras |             |        |
| 1998 | Daniel Saul Goldin                                 | Personalidades estrangeiras |             | [ 20 ] |
| 1998 | Dario Braga                                        | Personalidades estrangeiras |             | [ 20 ] |
|      | David Henry Peter Maybury-Lewis                    | Personalidades estrangeiras |             |        |
| 1997 | David James Waddington                             | Personalidades estrangeiras |             | [ 24 ] |
|      | David Ruelle                                       | Personalidades estrangeiras |             |        |
| 1998 | Dennis Sullivan                                    | Personalidades estrangeiras |             | [ 14 ] |
| 1994 | Dieter Hans Herbert Kind                           | Personalidades estrangeiras |             | [ 13 ] |
| 2006 | Donald Douglas Cowan                               | Personalidades estrangeiras |             | [ 8 ]  |
|      | Edoardo Vesentini                                  | Personalidades estrangeiras |             |        |
| 2006 | Edouard Brezin                                     | Personalidades estrangeiras |             | [ 8 ]  |
| 1995 | Federico Mayor Zaragoza                            | Personalidades estrangeiras |             | [ 16 ] |
|      | George Edward Schuh                                | Personalidades estrangeiras |             |        |
|      | Georges Pédro                                      | Personalidades estrangeiras |             |        |
| 2000 | Gerd Kohlhepp                                      | Personalidades estrangeiras |             | [ 11 ] |
| 1995 | Ghillean Tolmie Prance, Sir                        | Personalidades estrangeiras |             | [ 16 ] |
|      | Harold Rosenberg                                   | Personalidades estrangeiras |             |        |
|      | Harold Varnus                                      | Personalidades estrangeiras |             |        |
|      | Héctor Norberto Torres                             | Personalidades estrangeiras |             |        |
|      | Henri Jean François Dumont                         | Personalidades estrangeiras |             |        |
| 1998 | Igor Saavedra                                      | Personalidades estrangeiras |             | [ 20 ] |
|      | Itamar Procaccia                                   | Personalidades estrangeiras |             |        |
| 1996 | Jacques Friedel                                    | Personalidades estrangeiras |             | [ 19 ] |
|      | James Alexander Ratter                             | Personalidades estrangeiras |             |        |
| 2002 | Jean Kovalevsky                                    | Personalidades estrangeiras |             | [ 12 ] |
| 1998 | Jean-Christophe Yoccoz                             | Personalidades estrangeiras |             | [ 14 ] |
| 2000 | John Mather                                        | Personalidades estrangeiras |             | [ 11 ] |
|      | Jorge Eduardo Allende Rivera                       | Personalidades estrangeiras |             |        |
|      | Karl Otto Stöhr                                    | Personalidades estrangeiras |             |        |
|      | K. R. Sreenivasan                                  | Personalidades estrangeiras |             |        |
| 1996 | Kenneth Maxwell                                    | Personalidades estrangeiras |             | [ 19 ] |
| 1995 | Leon M. Lederman                                   | Personalidades estrangeiras |             | [ 16 ] |
| 1997 | Liu Jiyuan                                         | Personalidades estrangeiras |             | [ 24 ] |
|      | Ludwig Dmitrievich Faddeev                         | Personalidades estrangeiras |             |        |
| 1998 | Mário João de Oliveira Ruivo                       | Personalidades estrangeiras |             | [ 20 ] |
|      | Michael Atiyah                                     | Personalidades estrangeiras |             |        |
| 2006 | Michael Miles                                      | Personalidades estrangeiras |             | [ 8 ]  |
|      | Mohamed Hag Ali Hassan                             | Personalidades estrangeiras |             |        |
| 2006 | Nicole Le Douarin                                  | Personalidades estrangeiras |             | [ 8 ]  |
|      | Norman Ernest Borlaug                              | Personalidades estrangeiras |             |        |
| 1998 | Oscar Armando Quihillalt                           | Personalidades estrangeiras |             | [ 20 ] |
| 1995 | Oscar Armando Quihillalt                           | Personalidades estrangeiras |             | [ 16 ] |
|      | Paul Alexander Schweitzer                          | Personalidades estrangeiras |             |        |
|      | Phillip A. Griffiths                               | Personalidades estrangeiras |             |        |
|      | Pierre-Louis Lions                                 | Personalidades estrangeiras |             |        |
| 1996 | Richard Keynes                                     | Personalidades estrangeiras |             | [ 19 ] |
| 1994 | Rita Levi Montalcini                               | Personalidades estrangeiras |             | [ 13 ] |
| 1998 | Robert Bruce Goldberg                              | Personalidades estrangeiras |             | [ 14 ] |
|      | Rosa Muchnik de Lederkremer                        | Personalidades estrangeiras |             |        |
| 1998 | Roy Edward Bruns                                   | Personalidades estrangeiras |             | [ 20 ] |
| 2004 | Salvador Henrique Moncada                          | Personalidades estrangeiras |             | [ 9 ]  |
|      | Serge Haroche                                      | Personalidades estrangeiras |             |        |
| 1994 | Stephen Smale                                      | Personalidades estrangeiras |             | [ 13 ] |
| 2002 | Terence John Quinn                                 | Personalidades estrangeiras |             | [ 12 ] |
| 1998 | Thomas Eugene Lovejoy                              | Personalidades estrangeiras |             | [ 20 ] |
| 1996 | Walter Baltensperger                               | Personalidades estrangeiras |             | [ 19 ] |
|      | Werner Arber                                       | Personalidades estrangeiras |             |        |
| 1996 | William Sefton Fyfe                                | Personalidades estrangeiras |             | [ 19 ] |
| 1998 | Wolfgang Johannes Junk                             | Personalidades estrangeiras |             | [ 20 ] |
| 2000 | Iakov Sinai                                        | Personalidades estrangeiras |             | [ 11 ] |
|      | Yuan-Tsih Lee                                      | Personalidades estrangeiras |             |        |
| 1994 | Abdus Salam                                        | Personalidades estrangeiras |             | [ 13 ] |
| 1995 | Claude Lévi-Strauss                                | Personalidades estrangeiras |             | [ 16 ] |
|      | Georges Charpak                                    | Personalidades estrangeiras |             |        |
| 2000 | Harald Sioli                                       | Personalidades estrangeiras |             | [ 11 ] |
| 1994 | Henry Taube                                        | Personalidades estrangeiras |             | [ 13 ] |
| 1994 | Juan José Giambiagi                                | Personalidades estrangeiras |             | [ 13 ] |
| 2002 | Michael Robert Herman (post-mortem)                | Personalidades estrangeiras |             | [ 12 ] |
| 1995 | René Thom                                          | Personalidades estrangeiras |             | [ 16 ] |
| 1996 | Richard McGee Morse                                | Personalidades estrangeiras |             | [ 19 ] |
| 1996 | Shiing-Shen Chern                                  | Personalidades estrangeiras |             | [ 19 ] |
| 1998 | William Donald Hamilton                            | Personalidades estrangeiras |             | [ 14 ] |
|      | Abílio Afonso Baeta Neves                          | Personalidades nacionais    |             |        |
| 1998 | Adib Domingos Jatene                               | Personalidades nacionais    |             | [ 14 ] |
| 2002 | Aécio Neves da Cunha                               | Personalidades nacionais    |             | [ 12 ] |
| 2000 | Alcides Lopes Tápias                               | Personalidades nacionais    |             | [ 11 ] |
|      | Aldo Weber Vieira Rosa                             | Personalidades nacionais    |             |        |
| 2018 | Alvani Adão da Silva                               | Personalidades nacionais    |             | [ 22 ] |
|      | Américo Fialdini                                   | Personalidades nacionais    |             |        |
|      | Ângela Tonelli Vaz Leão                            | Personalidades nacionais    |             |        |
| 2004 | Antônio Cesar Russi Callegari                      | Personalidades nacionais    |             | [ 9 ]  |
|      | Antônio Ermírio de Moraes                          | Personalidades nacionais    |             |        |
| 2018 | Bento Costa Lima Leite de Albuquerque Júnior       | Personalidades nacionais    |             | [ 22 ] |
| 2018 | Branca Vianna                                      | Personalidades nacionais    |             | [ 20 ] |
| 2000 | Carlos Américo Pacheco                             | Personalidades nacionais    |             | [ 11 ] |
|      | Carlos Ivan Simonsen Leal                          | Personalidades nacionais    |             |        |
| 1996 | Celina Vargas do Amaral Peixoto                    | Personalidades nacionais    |             | [ 19 ] |
| 2002 | Celso Lafer                                        | Personalidades nacionais    |             | [ 12 ] |
|      | Celso Luís Nunes Amorim                            | Personalidades nacionais    |             |        |
| 2004 | Cristovam Ricardo Cavalcanti Buarque               | Personalidades nacionais    |             | [ 9 ]  |
| 2000 | David Zylbersztajn                                 | Personalidades nacionais    |             | [ 11 ] |
|      | Dorothea Fonseca Furquim Werneck                   | Personalidades nacionais    |             |        |
| 1998 | Edson Machado de Sousa                             | Personalidades nacionais    |             | [ 14 ] |
|      | Edson Vaz Musa                                     | Personalidades nacionais    |             |        |
|      | Eduardo Henrique Accioly Campos                    | Personalidades nacionais    |             |        |
|      | Élcio Álvares                                      | Personalidades nacionais    |             |        |
| 2002 | Eliseu Roberto de Andrade Alves                    | Personalidades nacionais    |             | [ 15 ] |
| 2004 | Fábio Konder Comparato                             | Personalidades nacionais    |             | [ 9 ]  |
|      | Fernando Haddad                                    | Personalidades nacionais    |             |        |
|      | Fernando Henrique Cardoso                          | Personalidades nacionais    |             |        |
| 1998 | Fernando Luiz Gonçalves Bezerra                    | Personalidades nacionais    |             | [ 14 ] |
| 1998 | Flavio Fava de Moraes                              | Personalidades nacionais    |             | [ 14 ] |
| 1996 | Francisco Oswaldo Neves Dornelles                  | Personalidades nacionais    |             | [ 19 ] |
| 2002 | Geraldo Magela da Cruz Quintão                     | Personalidades nacionais    |             | [ 12 ] |
| 1996 | Heitor Gurgulino de Souza                          | Personalidades nacionais    |             | [ 19 ] |
| 2018 | Ilques Barbosa                                     | Personalidades nacionais    |             | [ 20 ] |
| 2018 | Izalci Lucas Ferreira                              | Personalidades nacionais    |             | [ 20 ] |
| 2018 | João Moreira Salles                                | Personalidades nacionais    |             | [ 20 ] |
|      | João Paulo dos Reis Velloso                        | Personalidades nacionais    |             |        |
|      | Jorge Gerdau Johannpeter                           | Personalidades nacionais    |             |        |
| 2000 | José Anibal Peres Pontes                           | Personalidades nacionais    |             | [ 11 ] |
| 1995 | José Ephim Mindlin                                 | Personalidades nacionais    |             | [ 16 ] |
|      | José Israel Vargas                                 | Personalidades nacionais    |             |        |
| 2018 | Juarez Aparecido de Paula Cunha                    | Personalidades nacionais    |             | [ 20 ] |
| 1995 | Lindolpho de Carvalho Dias                         | Personalidades nacionais    |             | [ 16 ] |
| 1998 | Luciano Brandão Alves de Souza                     | Personalidades nacionais    |             | [ 20 ] |
|      | Luciano Galvão Coutinho                            | Personalidades nacionais    |             |        |
| 2004 | Luís Manuel Rebelo Fernandes                       | Personalidades nacionais    |             | [ 9 ]  |
|      | Luiz Antonio Rodrigues Elias                       | Personalidades nacionais    |             |        |
|      | Luiz Felipe Palmeira Lampreia                      | Personalidades nacionais    |             |        |
|      | Luiz Fernando Furlan                               | Personalidades nacionais    |             |        |
|      | Luiz Gonzaga de Mello Belluzzo                     | Personalidades nacionais    |             |        |
|      | Luiz Inácio Lula da Silva                          | Personalidades nacionais    |             |        |
| 1998 | Márcio Ibrahim de Carvalho                         | Personalidades nacionais    |             | [ 14 ] |
| 2002 | Marco Antônio de Oliveira Maciel                   | Personalidades nacionais    |             | [ 25 ] |
| 2000 | Marcus Vinícius Pratini de Moraes                  | Personalidades nacionais    |             | [ 11 ] |
|      | Maria da Conceição Tavares                         | Personalidades nacionais    |             |        |
| 2002 | Martus Antônio Rodrigues Tavares                   | Personalidades nacionais    |             | [ 12 ] |
|      | Miguel Jorge                                       | Personalidades nacionais    |             |        |
|      | Murílio de Avellar Hingel                          | Personalidades nacionais    |             |        |
|      | Niède Guidon                                       | Personalidades nacionais    |             |        |
| 2004 | Oscar Niemeyer                                     | Personalidades nacionais    |             | [ 9 ]  |
| 1998 | Paulo Nogueira Neto                                | Personalidades nacionais    |             | [ 14 ] |
|      | Paulo Renato Souza                                 | Personalidades nacionais    |             |        |
| 2002 | Pedro Malan                                        | Personalidades nacionais    |             | [ 12 ] |
|      | Regina Weinberg                                    | Personalidades nacionais    |             |        |
| 2004 | Roberto Átila Amaral Vieira                        | Personalidades nacionais    |             | [ 9 ]  |
| 2002 | Roberto João Pereira Freire                        | Personalidades nacionais    |             | [ 12 ] |
|      | Ronaldo Mota Sardenberg                            | Personalidades nacionais    |             |        |
| 2002 | Sergio Silva do Amaral                             | Personalidades nacionais    |             | [ 12 ] |
| 2018 | Sibá Machado                                       | Personalidades nacionais    |             |        |
|      | Tarso Fernando Herz Genro                          | Personalidades nacionais    |             |        |
| 2000 | Tuiskon Dick                                       | Personalidades nacionais    |             | [ 11 ] |
| 1998 | Ubirajara Pereira de Brito                         | Personalidades nacionais    |             | [ 20 ] |
|      | Wrana Maria Panizzi                                | Personalidades nacionais    |             |        |
| 1998 | Alberto Carvalho da Silva                          | Personalidades nacionais    |             | [ 14 ] |
|      | Carolina Martuscelli Bori (post-mortem)            | Personalidades nacionais    |             |        |
|      | Itamar Augusto Cautiero Franco                     | Personalidades nacionais    |             |        |
| 1994 | José Pelúcio Ferreira                              | Personalidades nacionais    |             | [ 13 ] |
| 1995 | José Reis                                          | Personalidades nacionais    |             | [ 16 ] |
| 2000 | Vilmar Evangelista Faria                           | Personalidades nacionais    |             | [ 11 ] |
| 1998 | Ângela Vaz Leão                                    | Personalidades nacionais    |             | [ 20 ] |
| 1998 | Elsa Salvatori Berquó                              | Ciências Sociais e Humanas  |             | [ 20 ] |
| 1998 | Luiz Castro Faria                                  | Ciências Sociais e Humanas  |             | [ 20 ] |
| 2018 | Sebastião Sibá Machado Oliveira                    | Personalidades nacionais    |             | [ 22 ] |
| 2018 | José Nelson Onuchic                                | Ciências Biomédicas         |             | [ 22 ] |
| 2018 | Leo Afraneo Hartmann                               | Ciências da Terra           |             | [ 22 ] |
| 2006 | Katepalli R. Sreenivasan                           | Personalidades estrangeiras |             | [ 8 ]  |
| 2018 | Vivaldo Moura Neto                                 | Ciências Biomédicas         |             | [ 6 ]  |
| 2023 | Silvio Crestana                                    | Ciências Agrárias           | Embrapa     | [ 26 ] |
| 2023 | Carlos Alfredo Joly                                | Ciências Biológicas         | Unicamp     | [ 26 ] |
| 2023 | Isaac Roitman                                      | Ciências Biológicas         | UNB         | [ 26 ] |
| 2023 | Ricardo Magnus Osório Galvão                       | Ciências Físicas            | Cnpq        | [ 26 ] |
| 2010 | Lívio Amaral                                       | Ciências Físicas            |             | [ 27 ] |
| 2021 | Cesar Victora                                      | Ciências Biológicas         | UFPel       | [ 28 ] |
| 2021 | Edgar de Carvalho Filho                            | Ciências Biológicas         | Fiocruz     | [ 28 ] |
| 2021 | Elibio Leopoldo Rech Filho                         | Ciências Biológicas         | Embrapa     | [ 28 ] |
| 2021 | Fernando Garcia de Mello                           | Ciências Biológicas         | UFRJ        | [ 28 ] |
| 2021 | Paulo Saldiva                                      | Ciências Biológicas         | USP         | [ 28 ] |
| 2021 | Paulo Sérgio Lacerda Beirão                        | Ciências Biológicas         | UFMG        | [ 28 ] |
| 2021 | Protásio Lemos da Luz                              | Ciências Biológicas         | InCor       | [ 28 ] |
| 2021 | Pedro Leite da Silva Dias                          | Ciências da Terra           | USP         | [ 28 ] |
| 2021 | Anderson Stevens Leonidas Gomes                    | Ciências Físicas            | UFPE        | [ 28 ] |
| 2021 | Claudio Landim                                     | Ciências Matemáticas        | IMPA        | [ 28 ] |
| 1998 | José Botafogo Gonçalves                            | Personalidades nacionais    |             | [ 29 ] |
| 2002 | Mauro Marcondes Rodrigues                          | Personalidades nacionais    |             | [ 30 ] |
| 2002 | José Mauro Esteves dos Santos                      | Personalidades nacionais    | IPEN        | [ 30 ] |
| 2002 | Múcio Roberto Dias                                 | Personalidades nacionais    | AEB         | [ 30 ] |
| 1998 | Adélia Engrácia de Oliveira                        | Personalidades nacionais    |             | [ 20 ] |
| 1998 | Afrânio Carvalho Aguiar                            | Personalidades nacionais    |             | [ 20 ] |
| 1998 | Antônio Augusto Dayrell de Lima                    | Personalidades nacionais    |             | [ 20 ] |
| 1998 | Luiz Phielippe da Costa Fernandes                  | Personalidades nacionais    |             | [ 20 ] |
| 1998 | Marcionílio de Barros Lins                         | Personalidades nacionais    |             | [ 20 ] |
| 1996 | David Maybury-Lewis                                | Personalidades estrangeiras |             | [ 19 ] |
| 1996 | Denise Albe-Fessard                                | Personalidades estrangeiras |             | [ 19 ] |
| 1996 | Ivan Izquierdo                                     | Ciências Biológicas         |             | [ 19 ] |